# Aeroportul Geita
Aeroportul Geita (IATA: GIT, ICAO: HTGE) este un aeroport din Mkoa wa Geita⁠(d), Tanzania.
aeroportul dispune de o singură pistă.